# Roncole Verdi
Roncole Verdi é uma fração comunal de Busseto, província de Parma, Itália.
É a terra natal do compositor Giuseppe Verdi, tendo o nome da localidade mudado de Roncole para Roncole Verdi em sua homenagem.